# Bursa (province)
Pour les articles homonymes, voir Bursa.
La province de Bursa (en turc : Bursa ili) est une des quatre-vingt une provinces de Turquie. Elle est située dans la région de Marmara au nord-ouest de l'Anatolie. Sa préfecture est la ville de Bursa.

## Histoire
Selon un décompte, la majorité relative des soldats ottomans tués lors de la bataille des Dardanelles seraient originaires de l'actuelle province de Bursa. 

## Géographie
Sa superficie est de 10 891 km2.

## Population
En 2013, la province était peuplée de 2 740 970 habitants, soit une densité de population de 234 hab./km2.
| 2000      | 2001      | 2002      | 2003      | 2004      | 2005      | 2006      |
| --------- | --------- | --------- | --------- | --------- | --------- | --------- |
| 2 150 571 | 2 192 169 | 2 231 582 | 2 270 852 | 2 311 735 | 2 353 834 | 2 396 916 |

| 2007      | 2008      | 2009      | 2010      | 2011      | 2012      | 2013      |
| --------- | --------- | --------- | --------- | --------- | --------- | --------- |
| 2 439 876 | 2 507 963 | 2 550 645 | 2 605 495 | 2 652 126 | 2 688 171 | 2 740 970 |

| 2014      | 2015      | 2016      | 2017      | 2018      | 2019      | 2020      |
| --------- | --------- | --------- | --------- | --------- | --------- | --------- |
| 2 787 539 | 2 842 547 | 2 901 396 | 2 936 803 | 2 994 521 | 3 056 120 | 3 101 833 |

| 2021      | 2022      | 2023      | - | - | - | - |
| --------- | --------- | --------- | - | - | - | - |
| 3 147 818 | 3 194 720 | 3 214 571 | - | - | - | - |

## Administration
La province est administrée par un préfet (en turc : vali)

## Subdivisions
La province est divisée en dix-huit arrondissements.
- Büyükorhan
- Gemlik
- Gürsu
- Harmancık
- İnegöl
- İznik
- Karacabey
- Keles
- Kestel
- Mudanya
- Mustafakemalpaşa
- Nilüfer
- Orhaneli
- Orhangazi
- Osmangazi
- Yenişehir
- Yıldırım